# Rivilla de Barajas
Rivilla de Barajas ist ein zentralspanischer Ort und eine Gemeinde (Municipio) mit 56 Einwohnern (Stand: 2024) in der Provinz Ávila in der Autonomen Region Kastilien-León. Neben dem Hauptort Rivilla de Barajas besteht die Gemeinde aus der Ortschaft Palacio de Castronuevo.

## Lage und Klima
Rivilla de Barajas liegt auf der Südseite der Sierra de Gredos in der Provinz Ávila in einer Höhe von ca. 900 m. 
Die Entfernung nach Ávila beträgt knapp 40 km (Fahrtstrecke) in südöstlicher Richtung. Durch die Gemeinde führt die Autovía A-50. Das Klima ist gemäßigt bis warm; der Regen (ca. 461 mm/Jahr) fällt mit Ausnahme der trockenen Sommermonate übers Jahr verteilt.

## Bevölkerungsentwicklung
| Jahr      | 1970 | 1981 | 1991 | 2001 | 2011 | 2021 |
| Einwohner | 222  | 131  | 104  | 92   | 75   | 67   |

## Sehenswürdigkeiten
- Reste der Burganlage mit Kirchruine in Palacio de Castronuevo
- Magdalenenkirche in Rivilla de Barajas

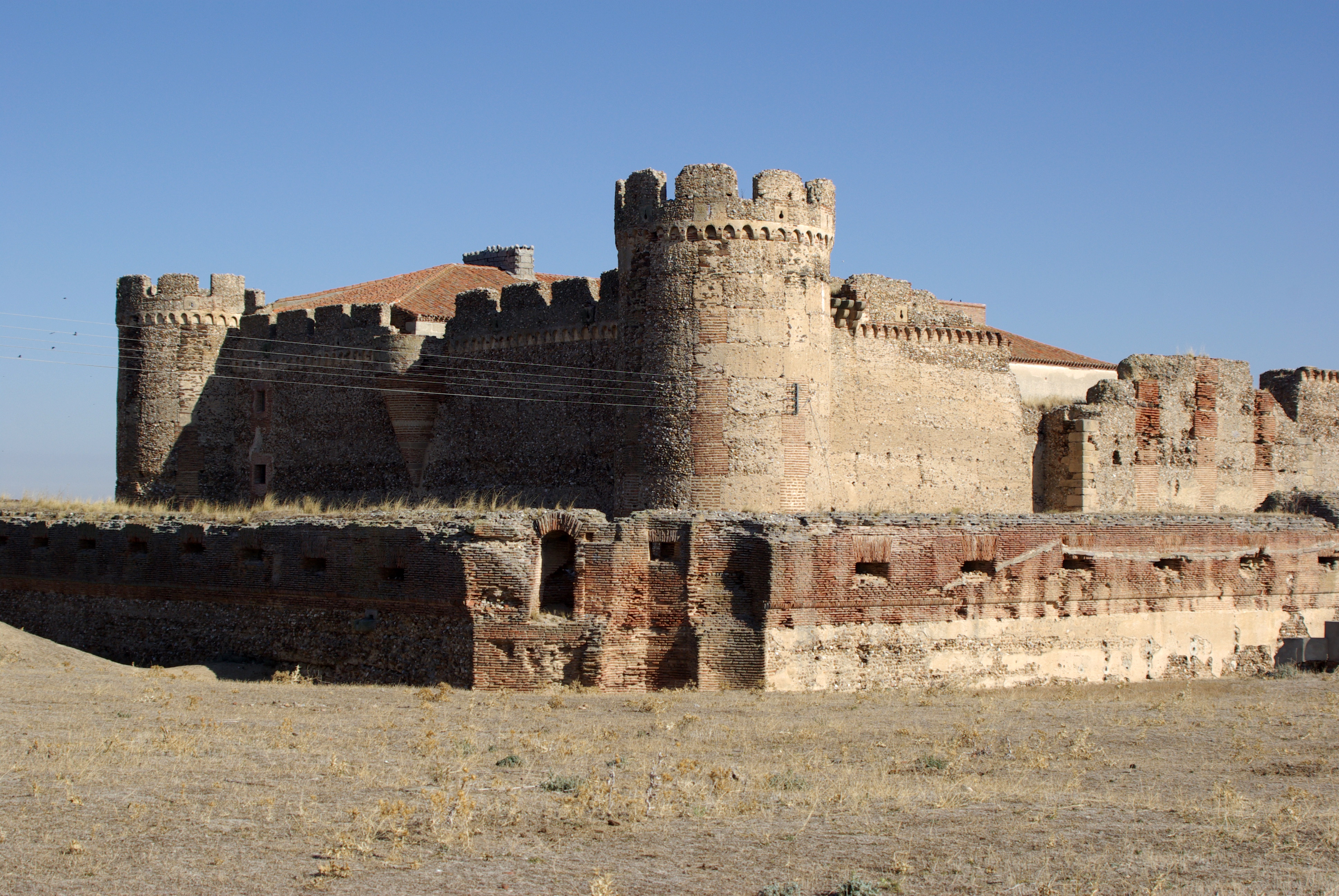
Burganlage von Palacio de Castronuevo
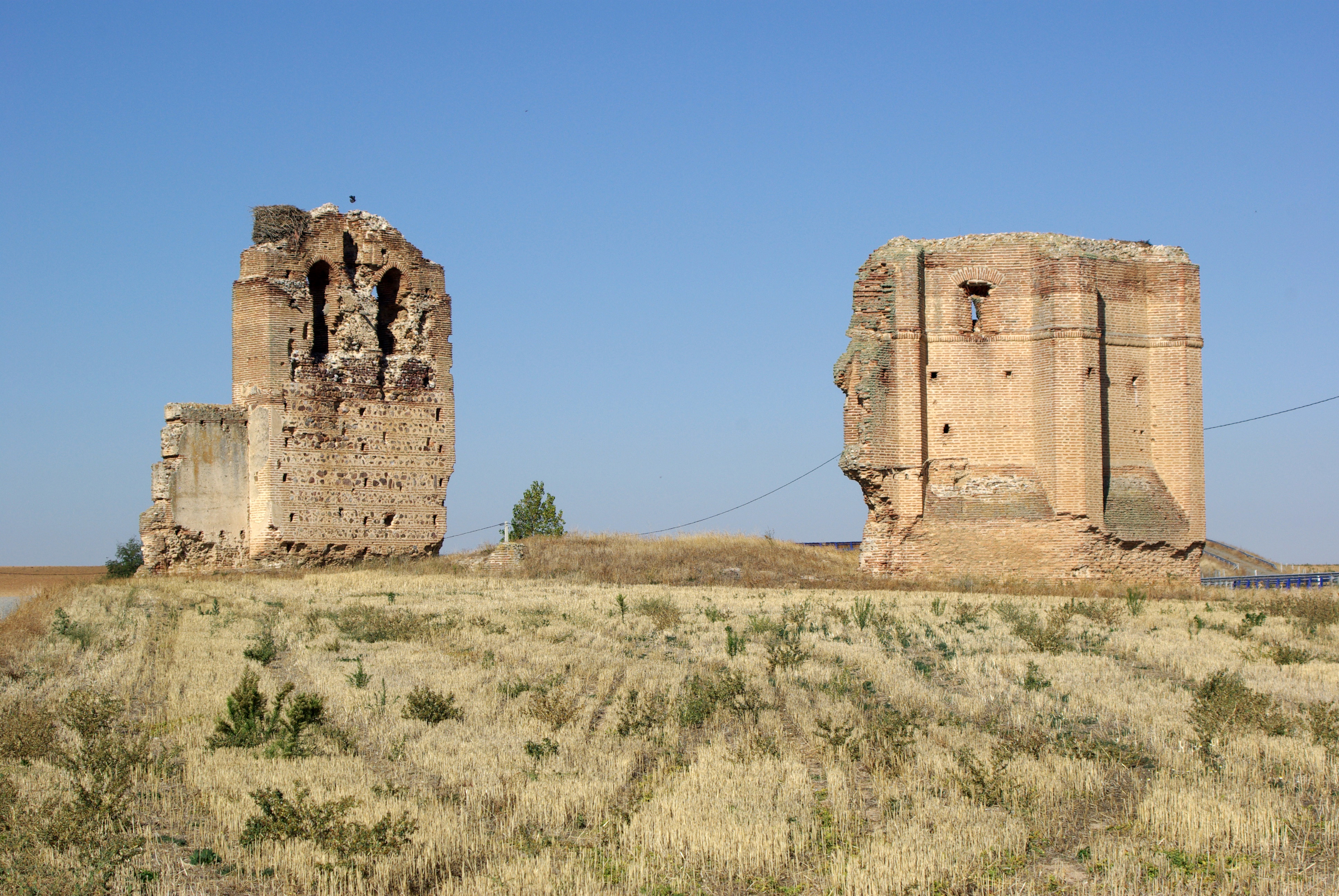
Kirchruine von Palacio de Castronuevo
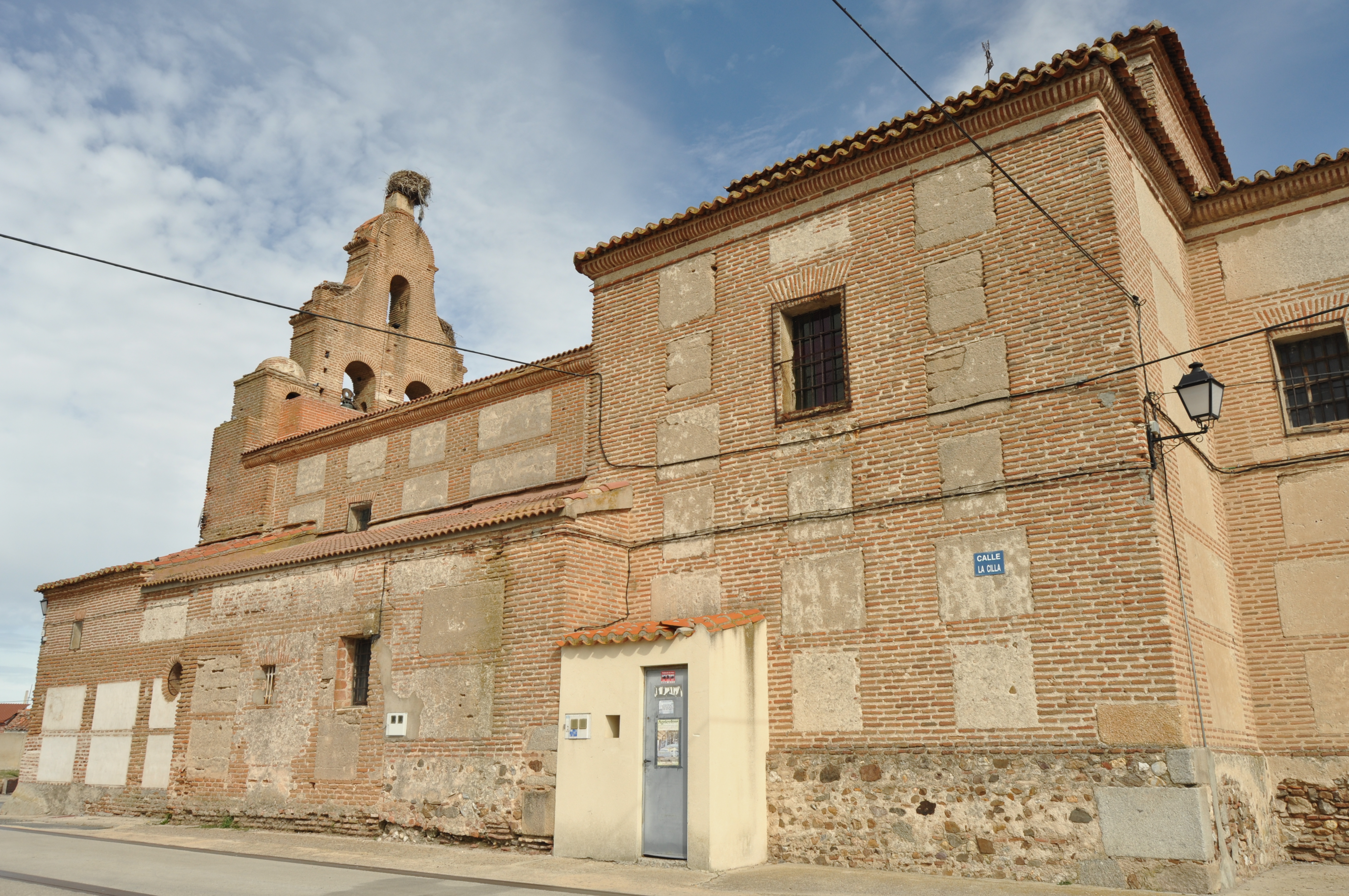
Magdalenenkirche